# Mahmutlu, Kavak
Mahmutlu là một xã thuộc huyện Kavak, tỉnh Samsun, Thổ Nhĩ Kỳ. Dân số thời điểm năm 2010 là 203 người.